# أدريانا ماس
أدريانا ماس هي ممثلة هولندية، ولدت في 1702 في أمستردام في هولندا، وتوفيت في 1746.
كانت أدريانا ممثلة مسرحية هولندية. كانت ابنة النجار جوشوا ماس وفالنتين جانيتيجي. تزوجت عام 1727 من الممثل بول فان شاجن (1698-1731). في وقت سابق من حياتها المهنية، كانت خياطة وطالبة للممثلة أدريانا فان تونجيرين. كانت أدريانا نشطة في المسرح بأمستردام من 1722 إلى 1746. تم احتساب ماس من بين النجوم العظماء في عصرها وحظيت بشعبية كبيرة خلال ثلاثينيات القرن التاسع عشر، وكثيرًا ما لعبت أدوارًا قيادية. تم إستبدالها كممثلة رائدة في أربعينيات القرن الثامن عشر من قبل آنا ماريا دي بروين.

## وصلات خارجية
- الموقع الرسمي